# John Heaton
John Rutherford Heaton –conocido como Jack Heaton– (New Haven, 9 de septiembre de 1908-París, Francia, 10 de septiembre de 1976) es un deportista estadounidense que compitió en bobsleigh y skeleton. Su hermano Jennison también fue medallista olímpico en los mismos deportes.
Participó en tres Juegos Olímpicos de Invierno, obteniendo en total tres medallas: dos platas en skeleton, en Sankt Moritz 1928 y en Sankt Moritz 1948, ambas en la prueba masculina individual, y un bronce en Lake Placid 1932, en bobsleigh doble.

## Palmarés internacional
| Juegos Olímpicos | Juegos Olímpicos             | Juegos Olímpicos  | Juegos Olímpicos |
| Año              | Lugar                        | Medalla           | Prueba           |
| ---------------- | ---------------------------- | ----------------- | ---------------- |
| 1932             | Lake Placid (Estados Unidos) | Medalla de bronce | Doble            |

| Juegos Olímpicos | Juegos Olímpicos     | Juegos Olímpicos | Juegos Olímpicos |
| Año              | Lugar                | Medalla          | Prueba           |
| ---------------- | -------------------- | ---------------- | ---------------- |
| 1928             | Sankt Moritz (Suiza) | Medalla de plata | Individual       |
| 1948             | Sankt Moritz (Suiza) | Medalla de plata | Individual       |